# جون ويلسون كروفورد
جون ويلسون كروفورد (بالإنجليزية: John Wilson Crawford)‏ هو عسكري أسترالي، ولد في 8 يوليو 1899 في بادينغتون ‏ في أستراليا، وتوفي في 7 مارس 1943 في كيرنز في أستراليا.